# Economia do Chade
A economia do Chade depende consideravelmente da agricultura de subsistência: pelo menos 80% da população do Chade  continuam praticando o cultivo do milhete, mandioca, sorgo, amendoim, arroz, algodão e cana-de-açúcar.
O setor industrial limita-se ao beneficiamento de produtos agrícolas, principalmente o algodão.
A pesca (sobretudo no lago Chade) fornece importante recurso alimentar.
O sal (carbonato de sódio) é extraído perto do lago Chade. Algodão, gado e petróleo (que passou a ser explorado em 2003 em três campos próximos a Doba) são os principais produtos de exportação do país.
A guerra civil, a insuficiência dos meios de comunicação e a seca dos anos 1970 e 1980 explicam a estagnação econômica do país.
O Chade necessita de ajuda e de capital estrangeiro para a maioria dos projetos de investimentos públicos e privados. Um consórcio de empresas norte-americanas está investindo US$ 3,7 bilhões no país para explorar  petróleo. Há planos de construção de uma refinaria.

## Comércio exterior
Em 2020, o país foi o 154º maior exportador do mundo (US $ 1,0 bilhões). Já nas importações, em 2019, foi o 170º maior importador do mundo: US $ 0,8 bilhões.

## Setor primário

### Agricultura
O Chade produziu, em 2019:
- 972 mil toneladas de sorgo;
- 939 mil toneladas de amendoim;
- 717 mil toneladas de milhete;
- 564 mil toneladas de inhame;
- 528 mil toneladas de cereais;
- 477 mil toneladas de cana de açúcar;
- 414 mil toneladas de milho;
- 325 mil toneladas de algodão;
- 296 mil toneladas de mandioca;
- 290 mil toneladas de arroz;
- 217 mil toneladas de batata doce;
- 170 mil toneladas de gergelim;
- 152 mil toneladas de feijão;

Além de produções menores de outros produtos agrícolas.

### Pecuária
O Chade produziu, em 2019: 456 mil toneladas de carne bovina (31º maior produtor do mundo); 176 mil toneladas de carne de cordeiro; 125 mil toneladas de carne de cabra; 183 milhões de litros de leite de vaca; 113 milhões de litros de leite de cabra; 44 milhões de litros de leite de ovelha; 31 milhões de litros de leite de camela; entre outros.

## Setor secundário

### Indústria
O Banco Mundial lista os principais países produtores a cada ano, com base no valor total da produção. Pela lista de 2019, o Chade tinha a 156ª indústria mais valiosa do mundo (US $ 322 milhões).

### Energia
Nas energias não-renováveis, em 2020, o país era o 39º maior produtor de petróleo do mundo, extraindo 115,8 mil barris/dia. Em 2011, o país consumia 1,8 mil barris/dia (189º maior consumidor do mundo). O país foi o 37º maior exportador de petróleo do mundo em 2010 (125,7 mil barris/dia).